# Michael Buchheim
Michael Buchheim, född 12 oktober 1949 i Schmölln, är en före detta östtysk sportskytt.
Han blev olympisk bronsmedaljör i skeet vid sommarspelen 1972 i München.